# Tschechischer Film

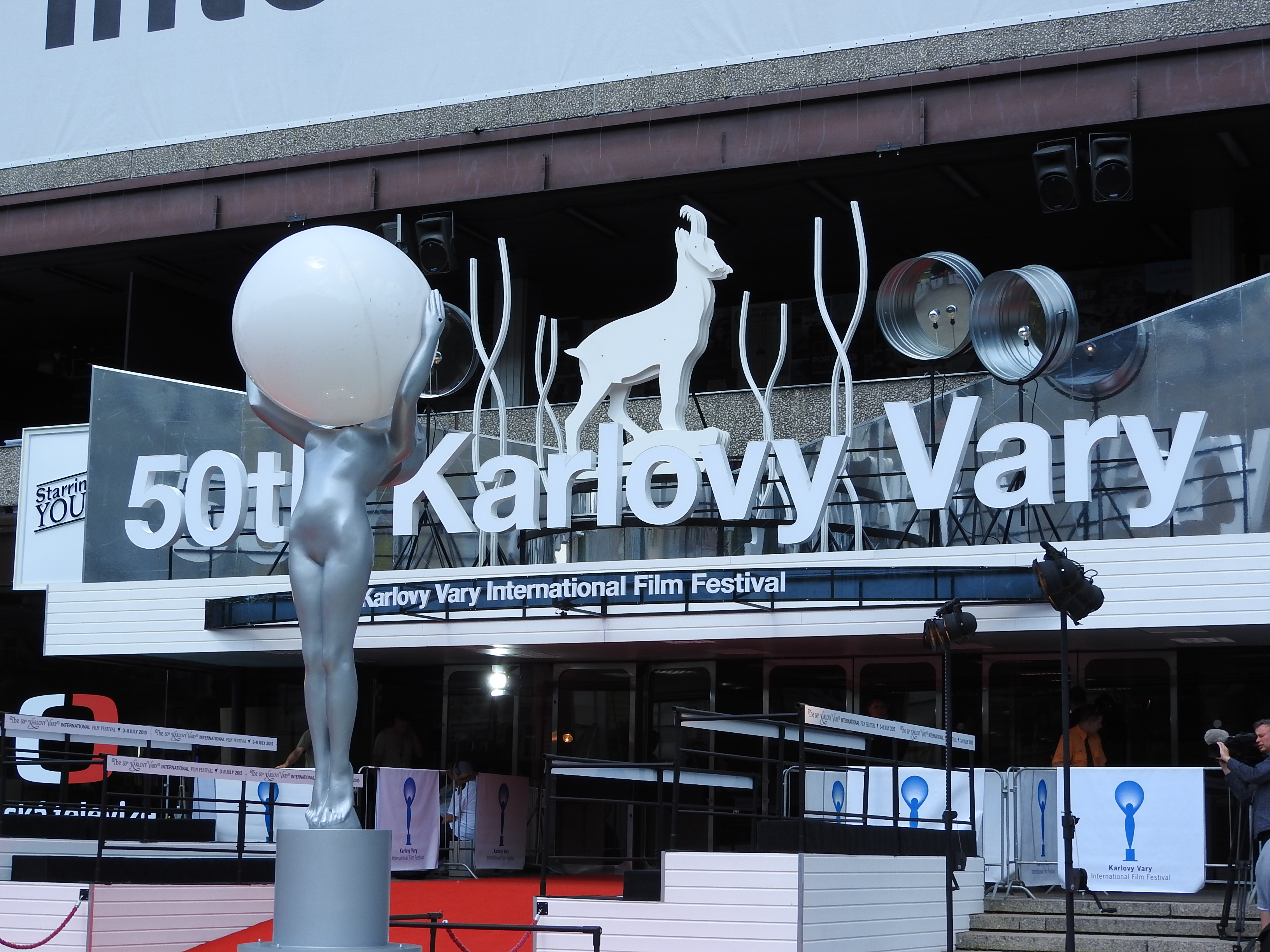
Das Internationale Filmfestival Karlovy Vary

Der Tschechische Film spielt im europäischen Kino eine herausragende Rolle. So ist Tschechien und früher die Tschechoslowakei die Heimat bedeutender Filmregisseure und Filmproduktionen. In Prag befinden sich die Filmstudios Barrandov – eines der größten und ältesten Filmstudios Europas.

## Geschichte

### Anfänge

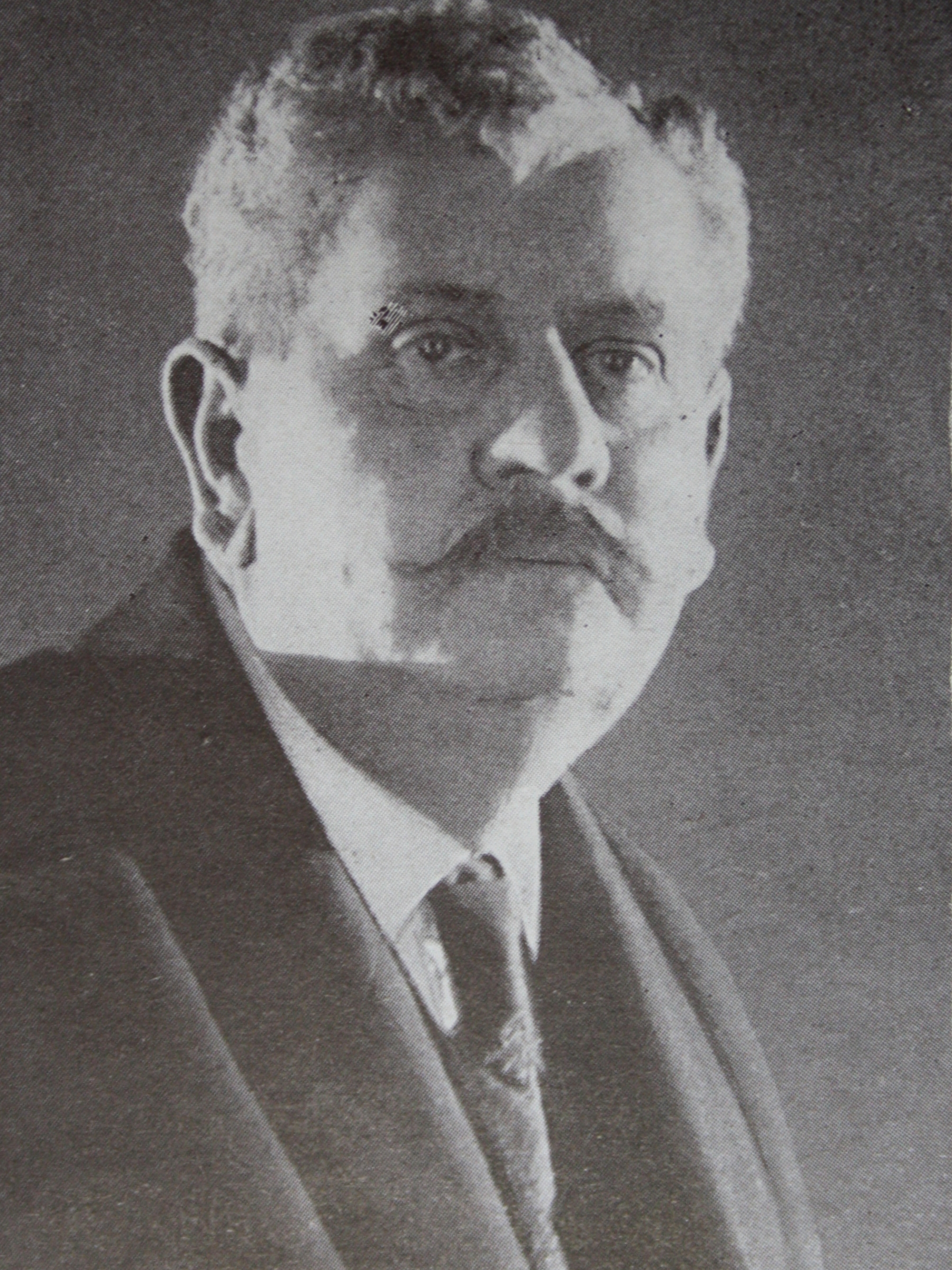
Viktor Ponrepo, Zauberkünstler und Gründer des ersten Prager Kinos

1896, ein Jahr nachdem die Gebrüder Lumière die ersten Filme vorführten, wurden in Karlsbad und Prag die ersten Filme gezeigt. 1897 entstand der erste in den böhmischen Ländern gedrehten Film, als die Amerikaner Marc Klaw und Abraham Erlanger die Höritzer Passionsspiele aufzeichneten.  Ein Pionier des tschechischen Stummfilms war Jan Kříženecký. Den ersten Kinosaal in Prag eröffnete Viktor Ponrepo 1904. Jiří Menzels Komödie Die wunderbaren Männer mit der Kurbel aus dem Jahr 1978 handelt von den Anfängen des tschechischen Films.

### Zwischenkriegszeit und Besatzung

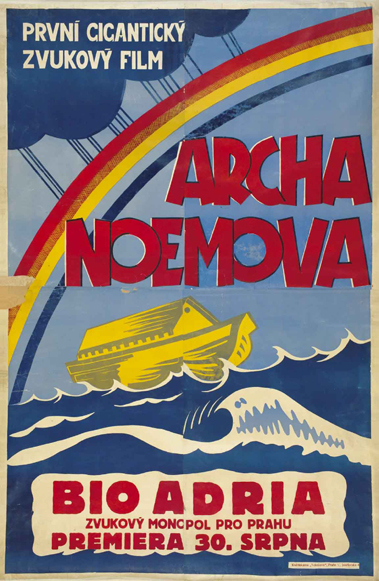
Plakat für den Tonfilm Noahs Arche von Michael Curtiz, der 1930 in Prag Premiere feierte

Mit der Gründung der Tschechoslowakei nach dem Ersten Weltkrieg begann sich ein starker eigenständiger Filmsektor zu entwickeln. Am 26. April 1929 kam in Ústí nad Labem der erste Tonfilm in der Tschechoslowakei zur Aufführung, ein Werbespot der Georg Schicht AG. Mit dem Beginn des Tonfilms  Regisseure Martin Frič, Karel Lamač, Gustav Machatý, dessen Film Ekstase (1933) ob seiner für damalige Begriffe gewagten Erotik internationales Aufsehen erregte. Der erste tschechische Filmstar auf der internationalen Bühne war Anny Ondra, in der heimischen Filmwelt wurde Vlasta Burian als „König der Komiker“ gefeiert. 1933 nahmen die mit modernster Technik ausgestatteten Filmstudios Barrandov ihren Betrieb auf. Bekannte Regisseure und Schauspieler und der Zeit waren Josef Rovenský, Hugo Haas, Lída Baarová und Adina Mandlová. Das für ihr Avantgardetheater bekannte Schauspielerduo Voskovec und Werich traten auch in Filmen auf.
Die deutsche Besatzung nach der Zerschlagung der Tschechoslowakei brachte für den hochentwickelten tschechischen Film deutliche Einschränkungen. Tschechische Filme wurden zensiert und ihre Produktionsmittel stark eingeschränkt. 1941 wurde die Produktionsgesellschaft Prag-Film gegründet, die die nationalsozialistische Filmpolitik betrieb. Regisseure wie Frič und František Čáp waren unter der Besatzung tätig, der tschechische Schauspielstar der 1940er Jahre ist Oldřich Nový.

### Nachkriegszeit
1946 wurde die Filmfakultät der Prager Akademie der musischen Künste gegründet und das Filmfestival in Marienbad eröffnet, das 1950 nach Karlsbad verlegt wurde. Das Internationale Filmfestival Karlovy Vary gehört somit zu den ältesten seiner Art.
Nach dem Februarumsturz der Kommunistischen Partei war die Filmproduktion erneut durch Zensur und ideologische Vorgaben eingeschränkt. Es ist die Zeit zahlreicher außergewöhnlicher Trickfilme, ein unverfängliches Genre. Der animierte Trickfilm griff auf die Tradition des Marionettentheaters zurück. Die Regisseurin Hermína Týrlová leistete schon vor dem Krieg Pionierarbeit im Bereich des Puppenfilms und schuf innovative Kurzfilme. Jiří Trnka gilt als der Meister des Puppenfilms. Er produzierte auf diese Weise unter anderem literarische Klassiker für Erwachsene und dystopische Satiren. Zentrum der tschechischen Animationsfilmproduktion waren die Ateliéry Bonton Zlín. Karel Zemans Reise in die Urzeit, ein pädagogischer Fantasyfilm für Kinder, und Die Erfindung des Verderbens nach der Vorlage von Jules Verne zeichnen sich durch für ihre Zeit außergewöhnliche Spezialeffekte aus.
Die bis heute bestehende Laterna magika ist ein 1958 von Alfréd Radok für die Expo 58 ins Leben gerufenes Projekt, das Filmprojektionen und Darbietungen auf der Bühne miteinander kombinierte und so eine Pionierleistung im multimedialen Theater erbrachte.

### Tschechoslowakische Neue Welle

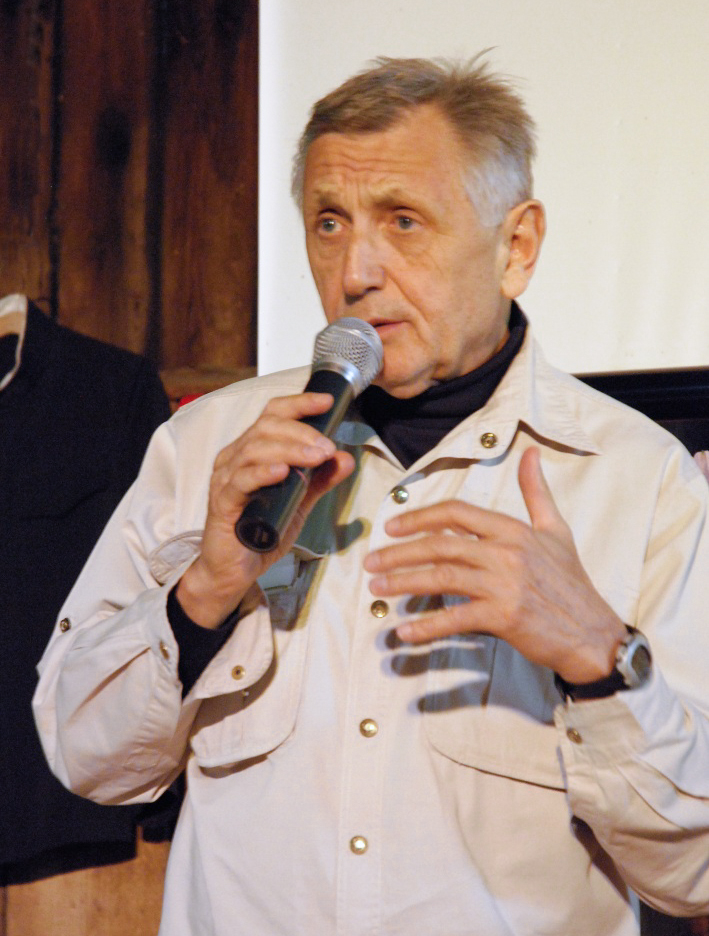
Jiří Menzel, ein bis heute aktiver Vertreter der Neuen Welle

In den späten 1950er Jahren begannen sich die Regisseure vom Einfluss des Stalinismus auf die Filmindustrie zu befreien. Die 1960er waren das goldene Zeitalter des tschechoslowakischen Films, das durch die Lockerung der restriktiven Kulturpolitik möglich wurde. Die Tschechoslowakische Neue Welle wird mit den frühen Arbeiten der Regisseure Miloš Forman, Věra Chytilová, Jiří Menzel in Verbindung gebracht, obwohl die Arbeiten älterer, bekannterer tschechoslowakischer Regisseure wie Karel Kachyňa und Vojtěch Jasný auch dieser Phase zugerechnet werden. Die Neue Welle schließt eine breite Palette an unverbrauchten und originellen Arbeiten ein und wurde vom Italienischen Neorealismus und der französischen Nouvelle Vague beeinflusst. Daher kann diese auch nicht auf einen bestimmten Stil oder eine bestimmte Haltung zum Filmemachen reduziert werden.  Beispiele hierfür reichen von höchst stilisierten Filmen über Avantgardefilme, Literaturverfilmungen nach historischen Stoffen (z. B. Démanty noci von Jan Němec) bis hin zu halb improvisierten Komödien mit zeitgenössischen Themen und Laiendarstellern (z. B. Der Feuerwehrball (Hoří, má panenko) von Miloš Forman). Außerdem wurden die ersten tschechischen Musicalfilme gedreht (Hopfenpflücker, Limonaden-Joe).
Typische für Filme dieser Epoche ist ihr absurder, schwarzer Humor und ein Interesse an den Anliegen der einfachen Bevölkerung – insbesondere wenn sie mit großen historischen oder politischen Umbrüchen konfrontiert werden. Das Geschäft in der Hauptstraße (Obchod na korze) von Ján Kadár und Elmar Klos (1965) und Liebe nach Fahrplan (Ostře sledované vlaky) von Jiří Menzel (1966) gewannen den Oscar als bester fremdsprachiger Film.
Nach der Niederschlagung des Prager Frühlings im Jahr 1968 emigrierten zahlreiche Filmschaffende und kritische Filme wurden erneut verboten, etwa Der Leichenverbrenner (1969) von Juraj Herz oder Menzels Lerchen am Faden. Diese von der Zensur weggesperrten Filme wurden als Tresorfilme („tresorové filmy“) bezeichnet. Vojtěch Jasný, Jan Němec, Ivan Passer, Bernard Šafařík und andere emigrierten. Miloš Forman wurde im Exil in den USA mit zwei Oscars ausgezeichnet.
Die heimische Produktion büßte durch die ideologischen Einschränkungen an Innovationskraft ein. Nur noch vereinzelt konnten Filme wie Heimat, süße Heimat in der internationalen Filmwelt mit künstlerischer Qualität überzeugen. Es überwogen Komödien und Kriminalfilme, vor allem aber waren die 1970er- und 1980er-Jahre die Blütezeit des tschechischen Märchenfilms (Drei Haselnüsse für Aschenbrödel, Wie man Dornröschen wachküßt, Der Furchtlose), ein Genre, das in Tschechien auch heute noch stark vertreten ist. Großen Anklang fanden tschechoslowakische Fernsehserien, vor allem von Jindřich Polák. Seine Serie über den Zauberer Pan Tau oder die Science-Fiction-Serie Die Besucher über eine chaotische Zeitreise gelten heute als Klassiker.

### Gegenwart

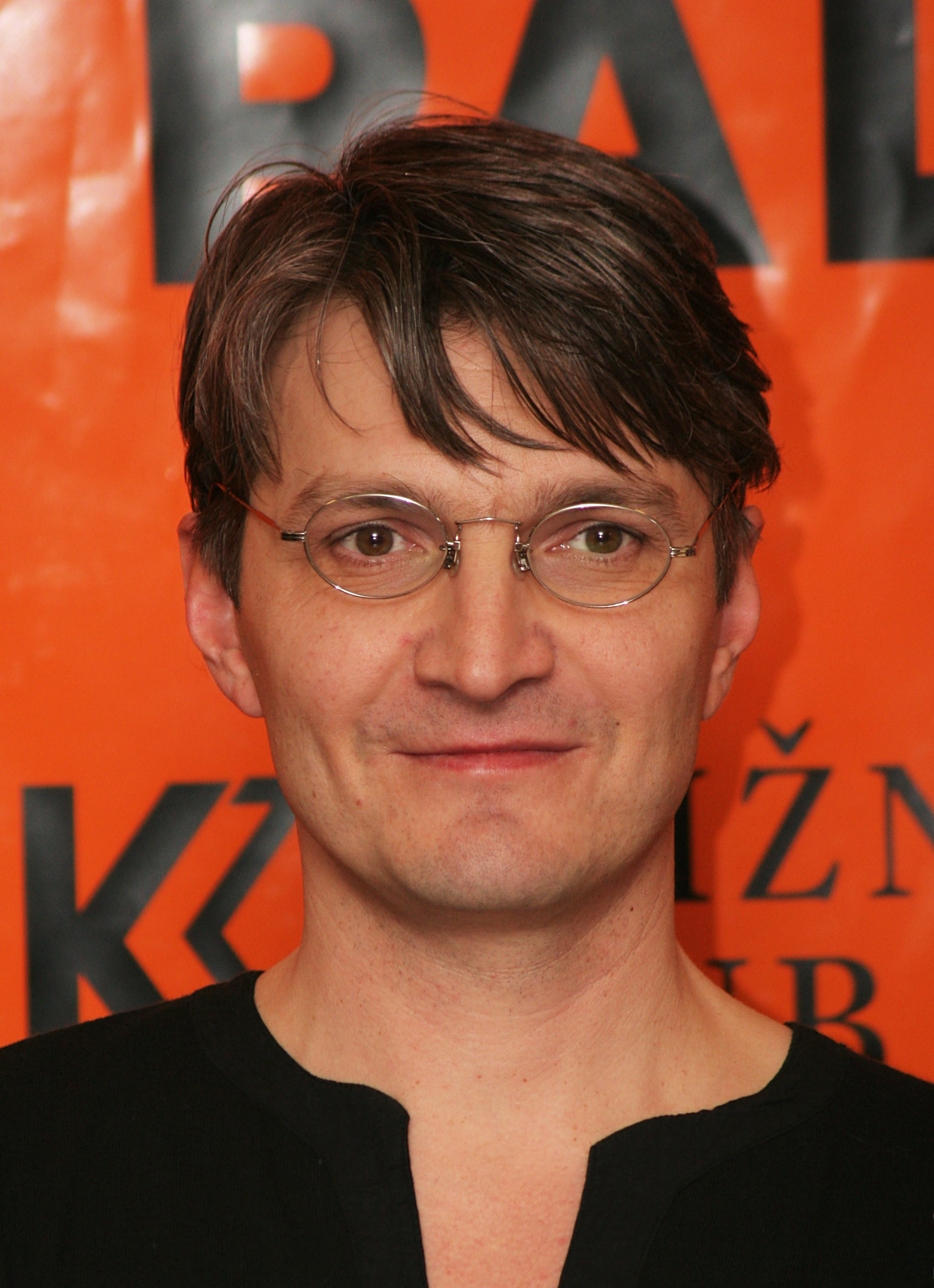
Jan Svěrák gewann 1996 den Oscar für Kolya

Seit der Samtenen Revolution im November 1989 ist die freie Filmproduktion wieder möglich. Bis dahin verbotene Autoren und Regisseure traten gemeinsam mit Nachwuchskünstlern in Erscheinung. Kolja (1996) von Jan Svěrák gewann als dritter tschechischer Film den Oscar als bester fremdsprachiger Film. Jan Hřebejks Filme Kuschelnester (1999) und  Wir müssen zusammenhalten (2000) setzen sich auf tragikomische Weise mit der Zeitgeschichte auseinander, Želary (2003) hingegen in Form eines rauen Kriegsdramas. Ich habe den englischen König bedient (2006) ist eine Literaturverfilmung Jiří Menzels nach der Romanvorlage von Bohumil Hrabal. Erfolgreiche Mainstream-Kinofilme waren etwa Das Jahr des Teufels (2002), Leergut (2007) und Ab ans Meer! (2014).
Unter den Animationsfilmen sind Kooky (2010), an die Tradition des Puppenfilms anknüpfend, und Alois Nebel (2011), die Verfilmung einer Graphic Novel, als herausragend anzuführen. Die gut ausgebaute tschechische Infrastruktur wird häufig für internationale Produktionen genützt, eine Erscheinung der jüngeren Zeit sind kommerzielle Fernsehproduktionen.

## Filmpreise und Filmfestivals
Seit 1993 wird jährlich der tschechische Filmpreis Böhmischer Löwe in 15 Kategorien vergeben. Der Preis hat die Form eines kristallenen Löwen. Das Internationale Filmfestival Karlovy Vary zählt zu den 13 weltweit führenden Festivals der „A-Kategorie“ (Filmfestivals mit internationalem Wettbewerb), die beim Filmproduzentenverband FIAPF akkreditiert sind. Das Film Festival Zlín ist ein internationales Kinder- und Jugendfilmfestival.

## Bekannte tschechische Regisseure
- Zbyněk Brynych
- František Čáp
- Věra Chytilová
- Ivan Fíla

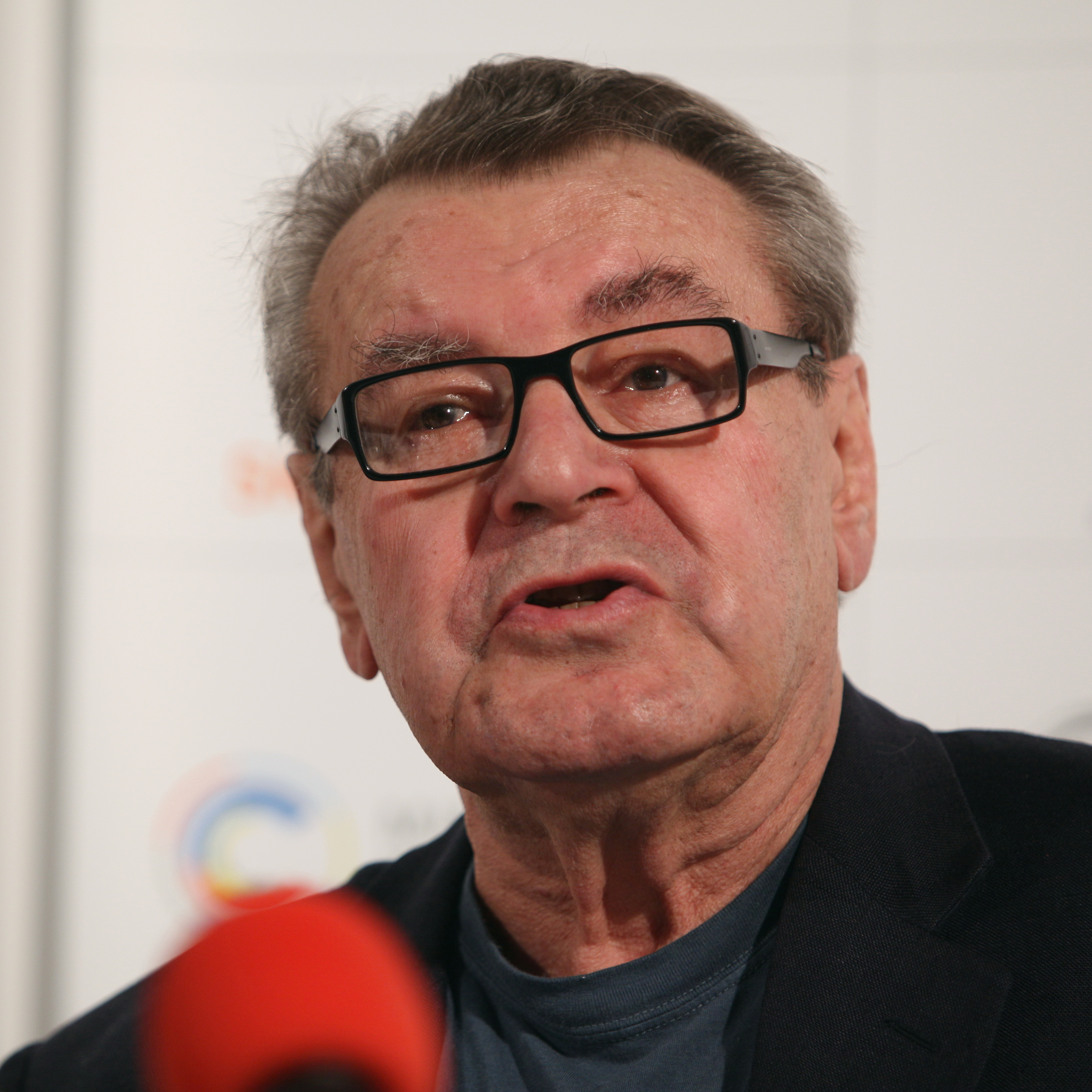
Der tschechische Filmregisseur und zweifacher Oscar-Preisträger Miloš Forman (2009)

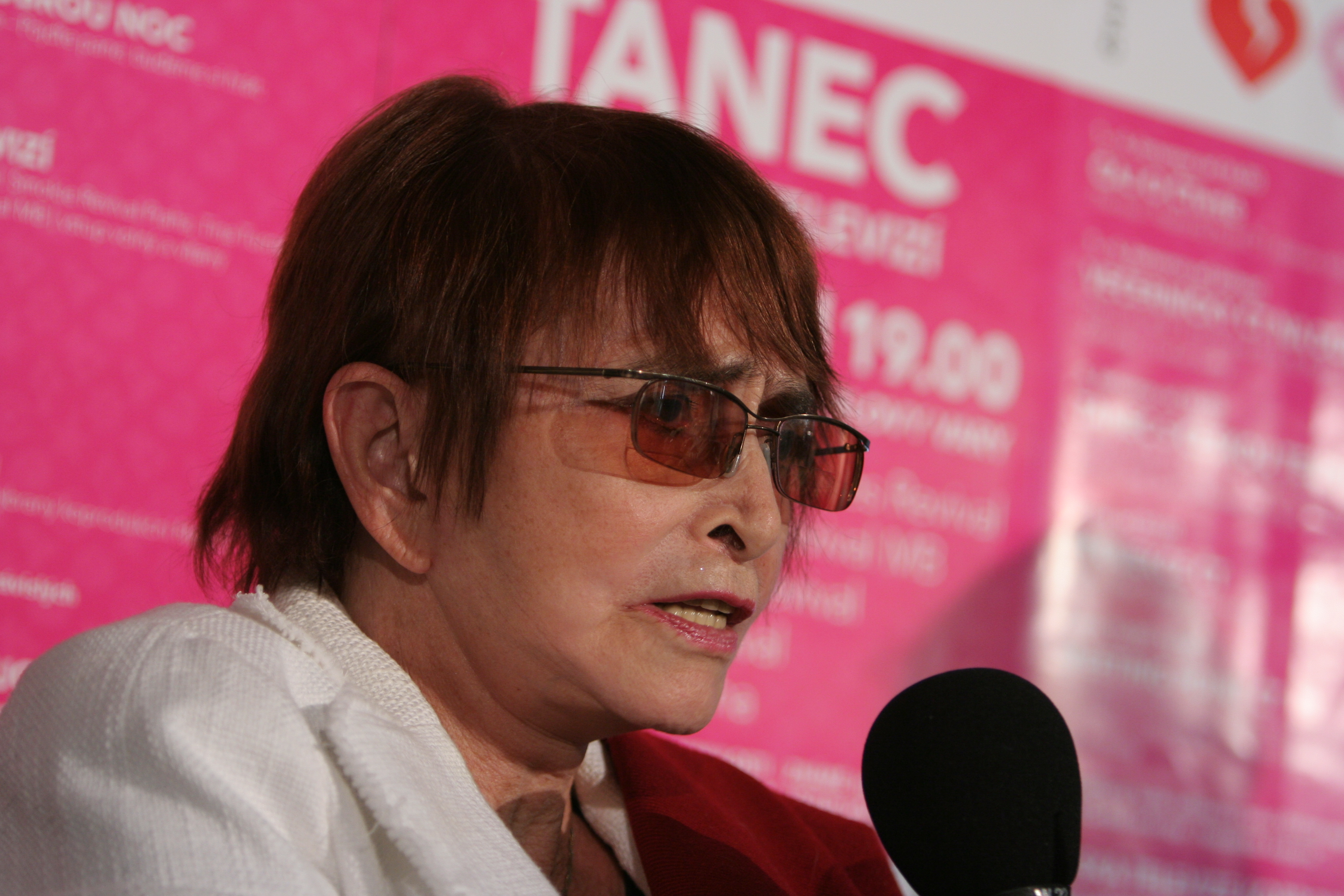
Věra Chytilová

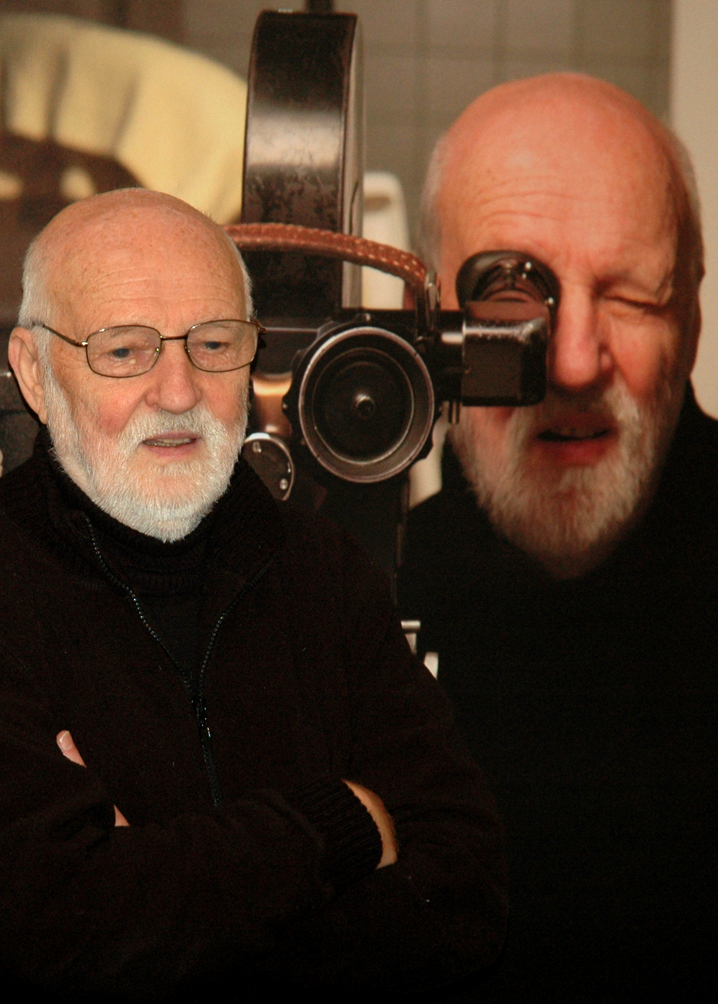
Der Surrealist Jan Švankmajer

- Miloš Forman (gewann zweimal den Oscar)
- Martin Frič
- Saša Gedeon
- Juraj Herz
- Jan Hřebejk
- Vojtěch Jasný
- Jaromil Jireš
- Karel Kachyňa
- Karel Lamač
- Oldřich Lipský
- Josef Mach
- Gustav Machatý
- Jiří Menzel (gewann einen Oscar)
- Jan Němec
- Ivan Passer
- Jindřich Polák
- Karel Reisz – britischer Regisseur, der in Tschechien geboren wurde
- Andrea Sedláčková
- Bohdan Sláma
- Martin Šulík
- Jan Švankmajer
- Jan Svěrák (gewann einen Oscar)
- Jiří Trnka – Regisseur von Puppentrickfilmen
- Ondřej Trojan
- Otakar Vávra
- František Vláčil
- Václav Vorlíček
- Petr Zelenka